# Ida Presti
Ida Presti (Suresnes, 31 mei 1924 - Rochester (New York) 24 april 1967), geboren als Yvette Ida Montagnon was een Frans gitariste en componiste.
Als kind maakte zij kennis met de gitaar door haar vader die voor haar voor het slapen gaan speelde. Op de leeftijd van vijf jaar kreeg zij les in piano en gitaar van haar vader, waarbij zij al snel voor gitaar koos. Later kreeg zij onderricht van de gitarist en vioolbouwer Mario Maccaferri die haar ook in harmonie en muziektheorie onderwees. Op achtjarige leeftijd trad zij in 1932 voor het eerst in het openbaar op. Twee jaar later trad zij op in Parijs en werd door de pers de "vrouwelijke Mozart" genoemd.
In 1937 werd zij erelid van Les Amis de la Guitare in Parijs benoemd en maakte zij een serie opnames voor het Franse platenlabel H.M.V. Een jaar later, in 1938 was zij de eerste gitarist ooit die uitgenodigd werd te spelen voor de Société des concerts du Conservatoire in Parijs. In datzelfde jaar had zij een bijrol als gitariste in de Franse speelfilm Le petit Chose onder regie van Maurice Cloche. Op zestienjarige leeftijd speelde zij stukken van Niccolò Paganini tijdens een herdenkingsconcert ter ere van diens 100-jarige sterfdag.
Nadat haar carrière door de Tweede Wereldoorlog onderbroken was geweest vond zij in de na-oorlogse jaren internationale bekendheid. In 1948 speelde zij met het nationale Franse radio-orkest Concierto de Aranjuez dat vervolgens op radio werd uitgezonden en met groot enthousiasme werd ontvangen. Vervolgens speelde zij het gitaarconcert met verschillende orkesten in diverse Europese landen, maar ook in Tunis en Algiers. In 1951 trad zij voor het eerst in Londen op met werken van onder anderen Francisco Tárrega, Heitor Villa-Lobos, Miguel Llobet en Emilio Pujol en werd door de critici gevierd.
Ondanks haar successen gaf zij in de jaren vijftig haar solo-carrière op om een duo te vormen met Alexandre Lagoya. Ze hadden elkaar in 1952 in Parijs ontmoet, en waren een jaar later getrouwd. Zij vormden het eerste wereldwijd bekende klassieke gitaarduo ooit, en zouden tot het overlijden van Presti meer dan 2000 concerten spelen. 
Naast haar concertoptredens componeerde Presti ook stukken voor gitaar, die zij overigens bij leven niet publiceerde. In de jaren 1960 doceerde zij gitaar aan de Academie Internationale in Nice.
Presti stierf in Rochester, New York tijdens de voorbereidingen op een concert plotseling aan inwendige bloedingen, als gevolg van longkanker. Door Pujol werd zij omschreven als "een wonder van talent en gratie". Gitarist en muziekpedagoog John Duarte noemde haar de beste gitariste van de twintigste eeuw, ongeëvenaard in het foutloos maar met gevoel spelen, technische innovatie en muzikale flair.
- Bibliothèque nationale de France: cb13927560g (data)
- Gemeinsame Normdatei: 131966073
- International Standard Name Identifier: 0000 0000 8383 5943
- Library of Congress Control Number: n82111794
- MusicBrainz: 33502a5d-a94c-42dd-839c-9373ff542095
- Nationale Bibliotheek van Israël: 987007320257505171
- Nederlandse Thesaurus van Auteursnamen: 107755920
- Système universitaire de documentation: 079206778
- Virtual International Authority File: 54335067
- WorldCat: E39PBJjxwYxjkxrfTyJ3T9d84q